# Bordeaux (Montréal)
Pour les articles homonymes, voir Bordeaux (homonymie).
Bordeaux est une ancienne ville et aujourd'hui un secteur situé dans le nord de l'île de Montréal, au Québec, précisément dans l'arrondissement d'Ahuntsic-Cartierville.

## Histoire
Bordeaux est fondée en 1906 et tire son nom du village de Saint-Joseph de Bordeaux, quant à lui, créé le 21 mars 1898. En 1910, la ville de Bordeaux est annexée à celle de Montréal, puis un nouveau quartier est plus tard construit progressivement vers le sud : le Nouveau-Bordeaux. En 1912, c'est l'inauguration de la prison de Bordeaux. 
En 2002, au cours de la réorganisation des municipalités québécoises, le quartier devient partie prenante de l'arrondissement d'Ahuntsic-Cartierville.

## Localisation
L'ancienne municipalité de la ville de Bordeaux est limitée au nord par la rivière des Prairies, à l'est par le quartier Ahuntsic, au sud-ouest par la ville de Saint-Laurent et au nord-ouest par le quartier de Cartierville. Les vieilles rues de l'ancien village de Bordeaux se sont étendues vers le sud dès la fin des années 1950 pour former un nouveau quartier résidentiel, le Nouveau-Bordeaux, banlieue sur l'île de Montréal, caractérisé par la présence de bungalows et de triplex. À la fin du 20e siècle, des gratte-ciel servant de tours d'habitation ont même été construits dans ce quartier.